# Bob Hastings

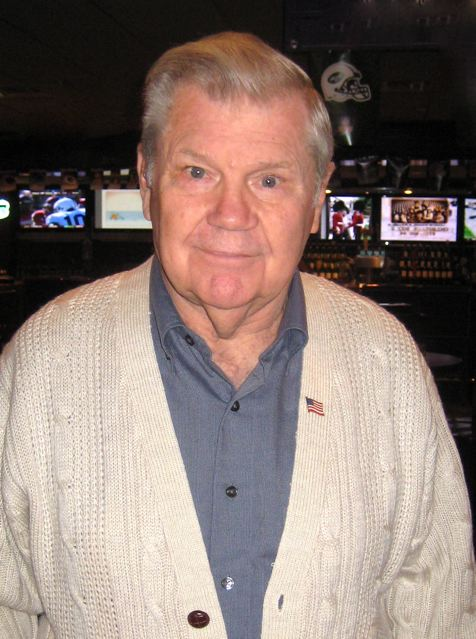
Bob Hastings (2008)

Robert Francis „Bob“ Hastings (* 18. April 1925 in Brooklyn, New York; † 30. Juni 2014 in Burbank, Kalifornien) war ein US-amerikanischer Schauspieler, der zwischen den Jahren 1949 und 2010 in über 150 internationalen Film- und Fernsehproduktionen vor der Kamera stand. Darunter in Filmen wie Unternehmen Pferdeschwanz, Die Bruchschiffer, Die Höllenfahrt der Poseidon, Das große Ferienabenteuer oder Die Rache der blonden Hexe.

## Leben und Karriere
Robert Francis Hastings, geboren 1925 in Brooklyn, im Bundesstaat New York, war in seiner über 60-jährigen Filmkarriere ein vielbeschäftigter und gefragter Schauspieler. Angefangen 1949 noch in kleinen Nebenrollen in TV-Serien schaffte er den Durchbruch als populärer Schauspieler zu Beginn der 1960er Jahre mit der komödiantischen Rolle des Lt. Elroy Carpenter, die er in der TV-Serie McHale’s Navy in 129 Episoden zwischen 1962 und 1966 spielte und darüber hinaus auch in zwei Kinofilmen darstellte, unter anderem in Edward Montagnes Unternehmen Pferdeschwanz. In den 1970er Jahren sah man ihn unter anderem mit Rollen in Norman Tokars Die Bruchschiffer, in dem Katastrophenfilm Die Höllenfahrt der Poseidon unter der Regie von Ronald Neame oder der Walt-Disney-Produktion Das große Ferienabenteuer. Neben gelegentlichen Engagements auf der großen Leinwand sah man ihn in den kommenden Jahrzehnten überwiegend im Fernsehen.
Von 1949 an bis 2010 hatte Hastings zahlreiche Auftritte in Episoden namhafter Fernsehserien wie in Die Unbestechlichen, Rauchende Colts, Dennis, Geschichten eines Lausbuben, Ein Käfig voller Helden, The Munsters, Batman,  Bezaubernde Jeannie, Notruf California, Männerwirtschaft, Barnaby Jones, Der Chef, Die Straßen von San Francisco, Detektiv Rockford – Anruf genügt, Love Boat, Quincy, Die Waltons, Remington Steele oder Mord ist ihr Hobby.
Hastings arbeitete bis ins hohe Alter. Seine letzte Sprechrolle hatte er 2010, als er für das Videospiel Mafia II einem Richter seine Stimme lieh.
Am 30. Juni 2014 starb Bob Hastings im Alter von 89 Jahren in Burbank, Kalifornien.

## Filmografie (Auswahl)
- 1961: Ein charmanter Hochstapler (The Great Impostor)
- 1962: Mondgeflüster (Moon Pilot)
- 1964: Unternehmen Pferdeschwanz (McHale’s Navy)
- 1965: McHale’s Navy Joins the Air Force
- 1966: Superboy
- 1968: Did You Hear the One About the Traveling Saleslady?
- 1968: The Bamboo Saucer
- 1969: Sexualprotz wider Willen (The Love God?)
- 1970: Die Bruchschiffer (The Boatniks)
- 1971: How to Frame a Figg
- 1971: The Marriage of a Young Stockbroker
- 1972: Die Höllenfahrt der Poseidon (The Poseidon Adventure)
- 1973: Charley and the Angel
- 1973: Ein verdammt netter Junge (The All-American Boy)
- 1975: Giganten am Himmel (Airport 1975)
- 1976: Das große Ferienabenteuer (No Deposit, No Return)
- 1978: Die Rache der blonden Hexe (Harper Valley P.T.A.)
- 1981: Separate Ways
- 1984: Snowballing
- 1992: Shadow Force
- 1993: Batman und das Phantom (Batman: Mask of the Phantasm)